# Cauchy-féle középértéktétel
A Cauchy-féle középértéktétel a differenciálszámítás egyik alaptétele.

## Állítás
Ha az f és g függvények [a, b]-ben folytonosak, (a,b)-ben differenciálhatóak és g'(x) ≠ 0, ha x {\displaystyle \in } (a, b), akkor van olyan ξ {\displaystyle \in } (a, b), amire fennáll a következő egyenlőség:
{\displaystyle {\frac {f(b)-f(a)}{g(b)-g(a)}}={\frac {f'(\xi )}{g'(\xi )}}}

## Bizonyítás
Tekintsük az x {\displaystyle \in } [a, b]; F(x)=f(x)+λg(x) függvényt, ahol λ egy konstans. Határozzuk meg λ-t úgy, hogy F(x) a és b helyeken ugyanazt az értéket vegye fel. Vagyis legyen F(a)=F(b), tehát f(a)+λg(a)=f(b)+λg(b). Innen:
{\displaystyle \lambda =-{\frac {f(b)-f(a)}{g(b)-g(a)}}}
g(b) ≠ g(a), mert akkor a Rolle-féle középértéktétel szerint (a, b)-on g'(x)-nek lenne zérushelye.

F(x)-re alkalmazzuk a Rolle-féle középértéktételt: létezik olyan ξ {\displaystyle \in } (a, b), hogy F'(ξ)=0.
{\displaystyle F^{\prime }(\xi )=f'(\xi )+\lambda g'(\xi )}
λ-t behelyettesítve és felhasználva hogy, F'(ξ)=0:
{\displaystyle f'(\xi )-{\frac {f(b)-f(a)}{g(b)-g(a)}}g'(\xi )=0}
Az egyenletet rendezve:
{\displaystyle {\frac {f(b)-f(a)}{g(b)-g(a)}}={\frac {f'(\xi )}{g'(\xi )}}}